# Rotostoma
Rotostoma is een geslacht van weekdieren uit de klasse van de Gastropoda (slakken).

## Soorten
- Rotostoma brazieri (Angas, 1877)
- Rotostoma impleta Laseron, 1958